# Moto Guzzi 1000 Strada
Die Moto Guzzi 1000 Strada ist ein Motorrad des italienischen Herstellers Moto Guzzi der Kategorie Naked Bike, das von 1992 bis Anfang 1994 in Mandello del Lario als Nachfolgemodell der Mille GT gebaut wurde. Sie entspricht dem Modell 1000 SP III, jedoch ohne Frontverkleidung. Erhältlich war sie in den Farben Rot, Blau und Hellbronze. Sie passte nicht in die in den 1990er Jahren gefragten Kategorien der  Cruiser und leistungsstärkeren Sportster, wurde als fade empfunden und verkaufte sich schlecht.
Nachdem das Unternehmen das Geschäftsjahr 1993 mit operativem Verlust abgeschlossen hatte und sein Gesellschafter Alejandro De Tomaso nach einem Schlaganfall gesundheitlich beeinträchtigt war, gab De Tomaso Industries Anfang 1994 der italienischen Investmentgruppe Finprogetti das Mandat zur Verwaltung von Moto Guzzi. Als eine der ersten Sanierungsmaßnahmen wurde die Produktion der 1000 Strada eingestellt. Das Motorrad befand sich noch in den Verkaufsprospekten für das Modelljahr 1995 zum Ausverkauf der Bestände. Das kleinere Schwestermodell 750 Strada wurde noch bis Ende 1995 gebaut.

## Technik

### Antrieb
Der längs eingebaute, luftgekühlte Viertakt-Zweizylinder-V-Motor der 1000 Strada basiert auf dem Motor der zweiten Serie der 1000 S und hat, wie alle V-Motoren von Moto Guzzi seit 1967, einen Zylinderwinkel von 90 Grad. Der Hubraum beträgt 949 cm³, resultierend aus einer Bohrung von 88 mm und einem Hub von 78 mm, das Verdichtungsverhältnis ist 9,5 : 1. Pro Zylinder hat der Motor je ein Ein- und ein Auslassventil, die von einer untenliegenden, kettengetriebenen Nockenwelle über Stößel, Stoßstangen und Kipphebel gesteuert werden.
Das Gemisch bilden zwei Dell’Orto-Vergaser vom Typ PHF 36 mit Beschleunigungspumpe. Während die ersten Modelle noch mit einer elektronischen Zündung des spanischen Herstellers Motoplat ausgerüstet wurden, gab es später wegen des Konkurses von Motoplat wieder Marelli-Kontaktzündungen.
Die 1000 Strada ist dank des etwas größeren Vergasers und der leicht höheren Verdichtung etwas leistungsstärker als die Mille GT. Die Nennleistung beträgt 52 kW (71 PS) bei einer Drehzahl von 6800 min−1, das maximale Drehmoment von 77 Nm wird bei 5600 min−1 erreicht.
Die Zweischeiben-Trockenkupplung wird mechanisch über Seilzug betätigt, das Getriebe hat fünf Gänge. Ein Kardanantrieb überträgt die Kraft an das Hinterrad.
Die Abgasnachbehandlung besteht aus je einem ungeregelten Katalysator direkt vor jedem langen, konischen Schalldämpfer, die gesamte Auspuffanlage besteht aus verchromtem nichtrostendem Edelstahl.
Der von der 1000 SP III übernommene Kraftstofftank fasst 22,5 Liter, davon sind 3 Liter Reserve. Bei dem vom Hersteller angegebenen Kraftstoffverbrauch von 5,4 Litern auf 100 km gemäß CUNA ergibt sich eine theoretische Reichweite von über 400 km.

### Rahmen und Fahrwerk
Auch Rahmen und Fahrwerk wurden von der 1000 SP III übernommen. Der hinten offene Doppelschleifenrohrrahmen aus Stahlrohr, der ursprünglich für die V7 Sport von 1971 vom damaligen technischen Direktor Lino Tonti entworfen worden war, hat geschraubte Unterzüge. Durch seine hohe Steifigkeit ermöglicht dieser „Tonti-Rahmen“ ein stabiles Fahrverhalten auch bei hoher Geschwindigkeit.
Das Vorderrad wird in einer hydraulisch gedämpften Teleskopgabel mit 40 mm Standrohrdurchmesser geführt. Federvorspannung und Zugstufendämpfung sind separat einstellbar. Hinten hat die 1000 Strada eine Zweiarmschwinge aus Stahl, die von zwei voll einstellbaren Koni-Federbeinen gedämpft wird.
Wie die Mille GT war auch die 1000 Strada wahlweise mit Aluminiumgussrädern in 5-Doppelspeichen-Design oder mit verchromten Speichenrädern erhältlich. Die Reifenabmessungen sind vorne 110/90 V18, hinten 120/90 V18.

### Bremsanlage
Das Integralbremssystem hat hydraulisch betätigte Scheibenbremsen: am Vorderrad zwei schwimmend gelagerte Bremsscheiben mit einem Durchmesser von 300 mm und axial geschraubte Doppelkolben-Festsättel von Brembo; am Hinterrad eine schwimmend gelagerte Bremsscheibe mit 270 mm Durchmesser und einen Brembo-Doppelkolben-Festsattel.